# Sebezj
Sebezj (Russisch: Себеж) is een stad in het zuidwesten van de Russische oblast Pskov, niet ver van het drielandenpunt met Wit-Rusland en Letland. Het aantal inwoners ligt rond de 6.700. Sebezj is tevens het centrum van het gelijknamige bestuurlijke rayon. Sebezj ligt op 180 kilometer ten zuiden van Pskov en 600 kilometer ten westen van Moskou. De stad ligt aan het Sebezjkoje-meer.
Sebezj is een grensstad tussen Moskou en Riga. Zowel voor de autoweg M-9 als voor de spoorweg is Sebezj het douanestation.
Sebezj is voor het eerst genoemd in 1414, toen Vytautas de Grote van Litouwen het plunderde. Prins Shoejskije bouwde op een heuvel, het hoogste punt in de stad, er in 1535 een houten fort, om Sebezj tegen aanvallen uit Moskovië te beschermen. De Polen veroverden Sebezj tijdens de Lijflandse Oorlog en behielden de stad tot aan de Eerste Poolse Deling.
De tussentijds verwijderde versterkingen werden op aandringen van Peter de Grote tijdens de Grote Noordse Oorlog weer opgetrokken. Het meest markante gebouw op de heuvel is de katholieke kerk van de Heilige Drie-eenheid, gebouwd tussen 1625 en 1648. Het is de oudste kerk in barokstijl van Rusland. In 1989 is de kerk opnieuw ingewijd als Russische-orthodoxe kerk. Momenteel (Oktober 2013) is de kerk gesloten voor het publiek wegens restauratiewerkzaamheden.
Enkele kilometers ten noordoosten van het stadje, aan de weg naar Pskov, bevindt zich een Duits oorlogskerkhof. Circa 40.000 Duitse militairen, gesneuveld in ruwweg de driehoek Pskov - Velikije Luki - Letland, zijn hier herbegraven.
De bodem in en rond Sebezj is rijk aan zand, klei en turf. Aan de zuidkant van de stad ligt het Sebezhkij Nationaal Park.

## Galerij

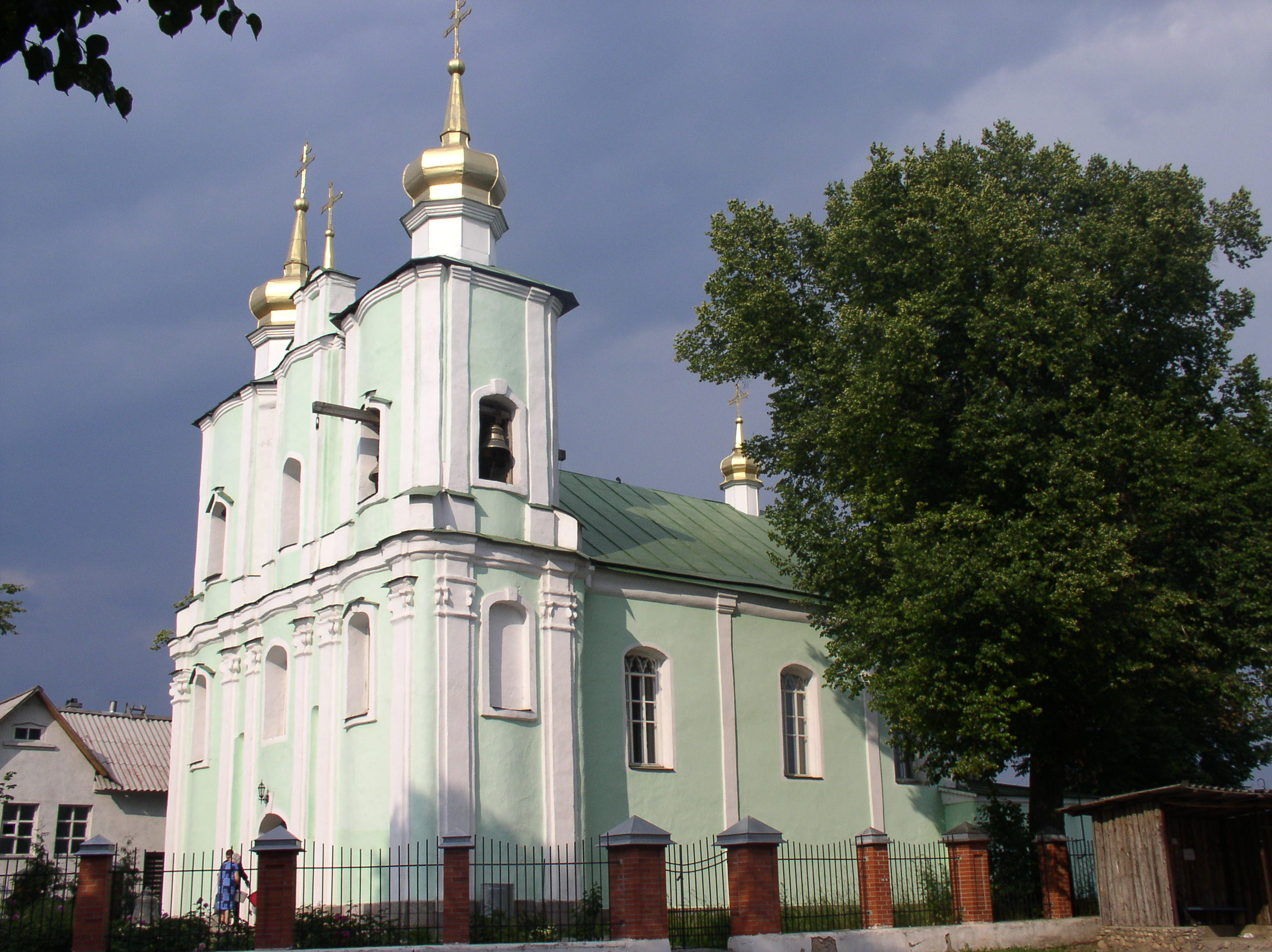
Kerk van de Heilige Drie-eenheid in Sebezj
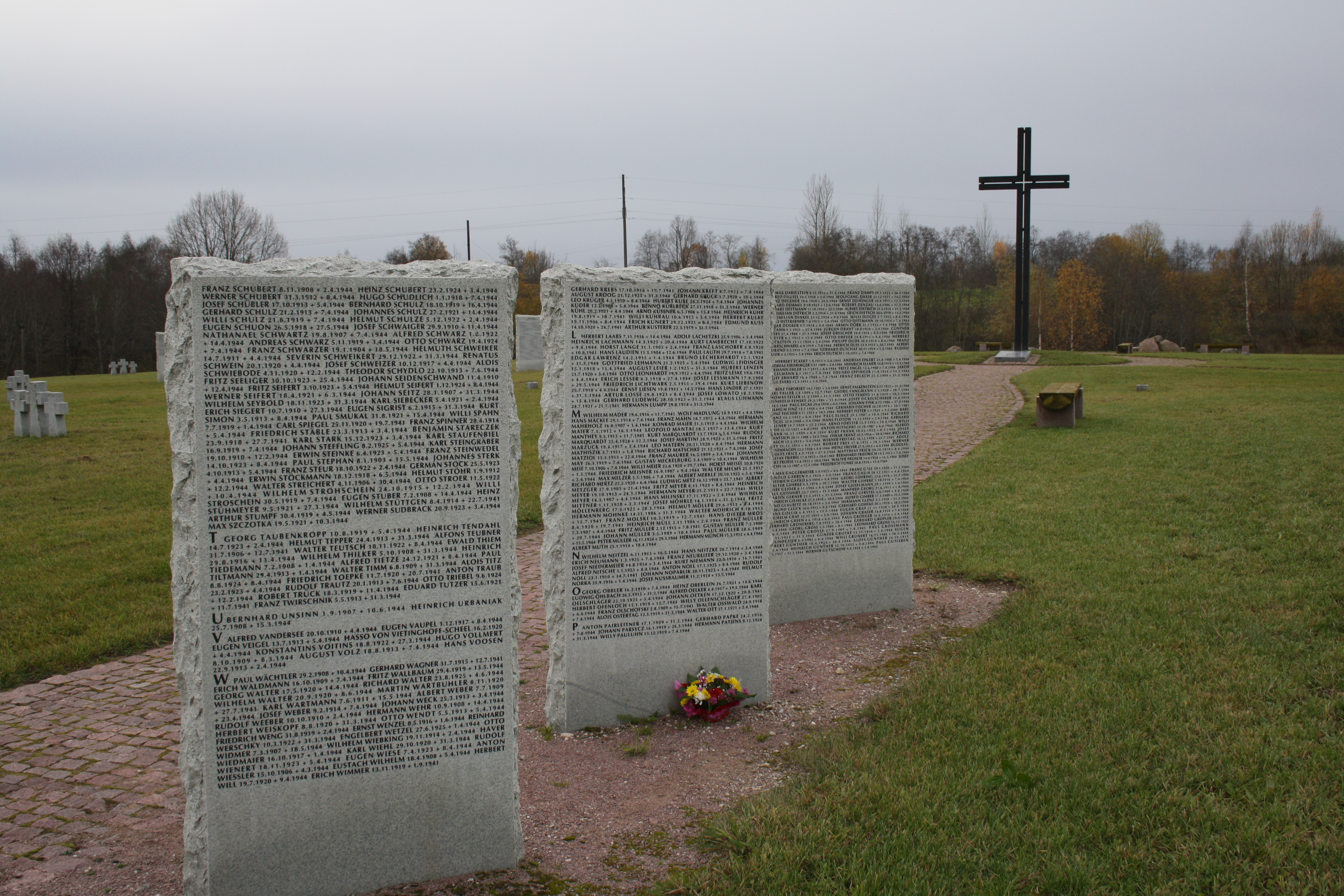
Duits oorlogskerkhof
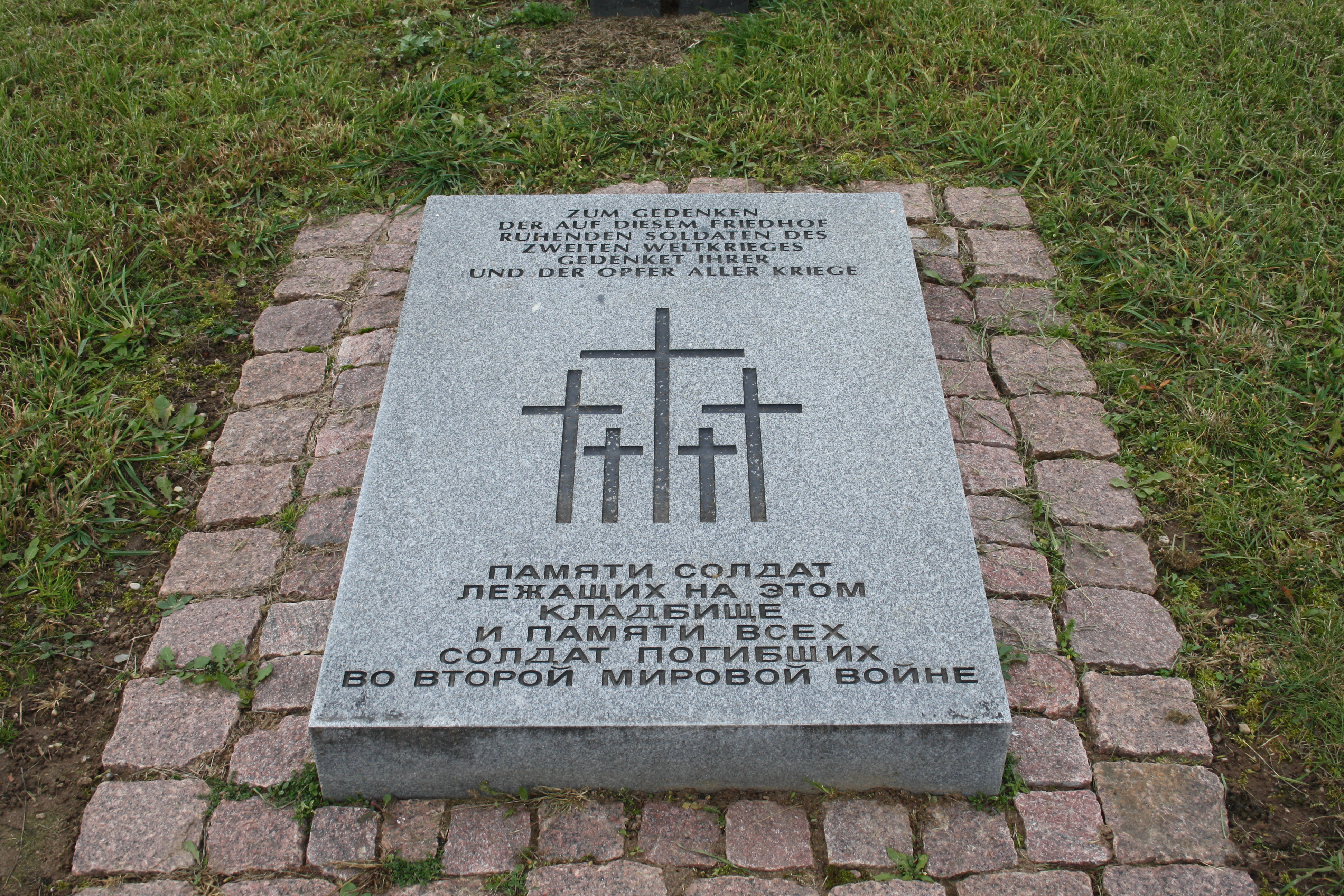
Duits oorlogskerkhof
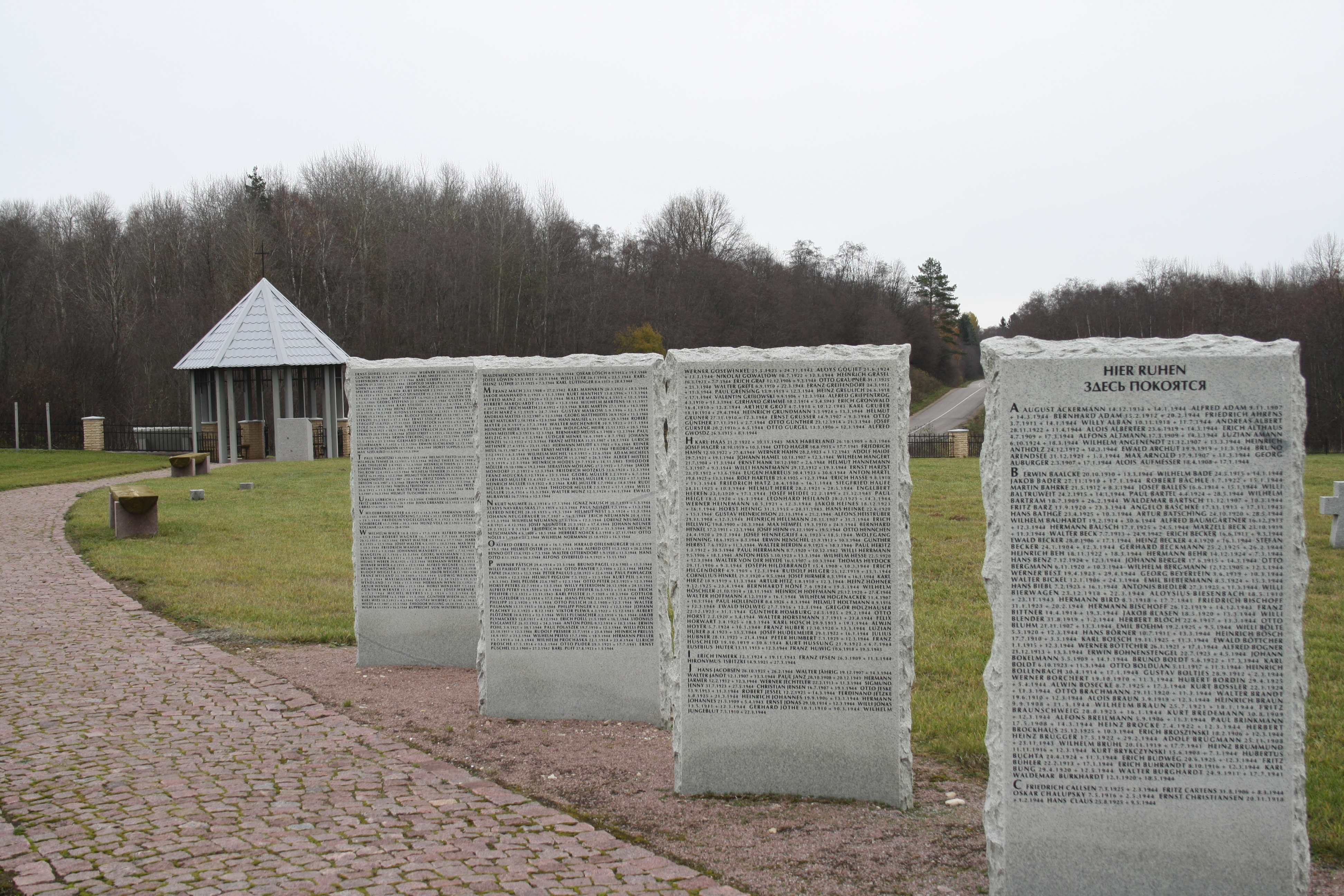
Duits oorlogskerkhof
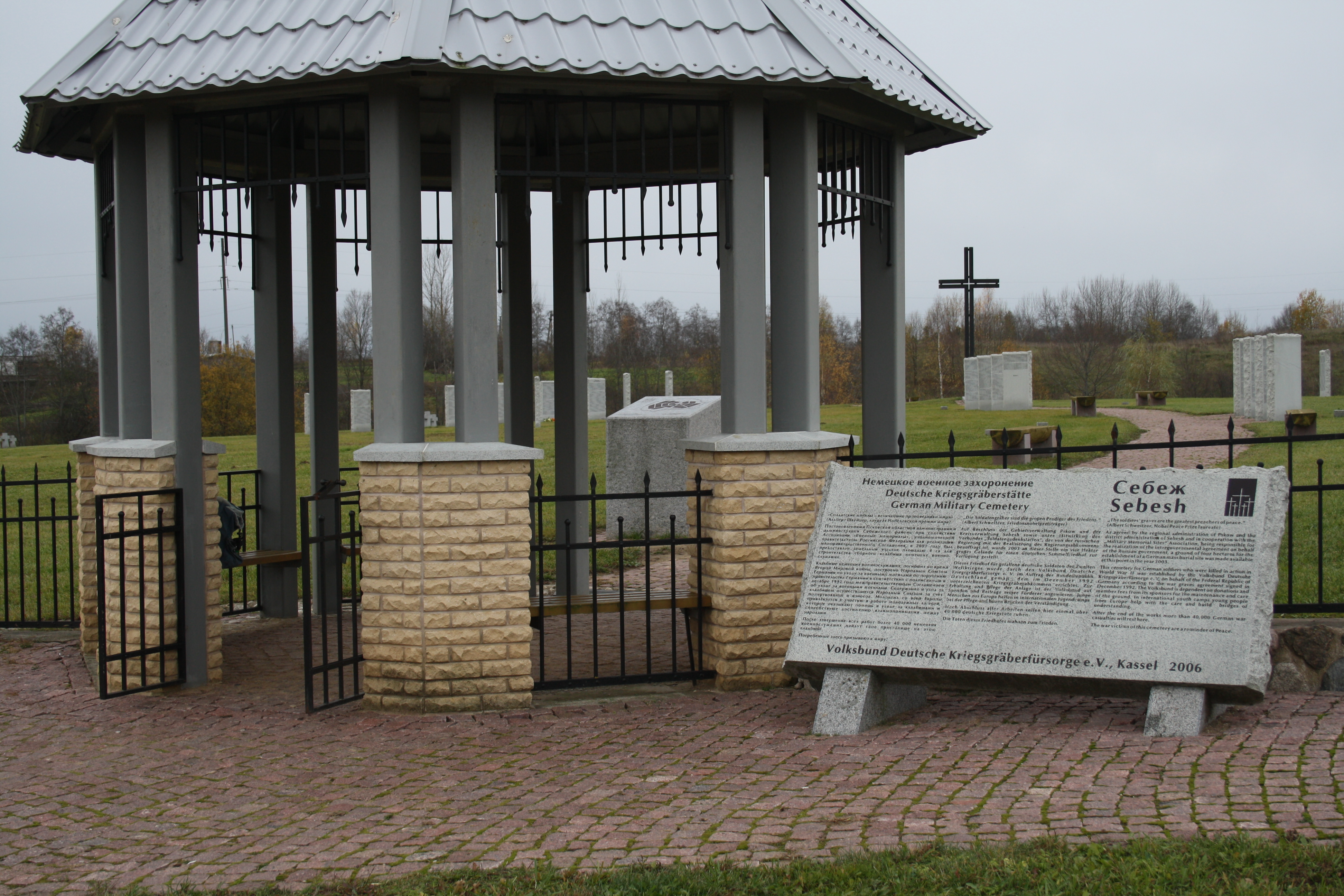
Duits oorlogskerkhof

Bestuurlijk centrum: Pskov 

Dno · Gdov · Nevel ·Novorzjev · Novosokolniki · Opotsjka · Ostrov · Petsjory · Porchov · Poestosjka · Pytalovo · Sebezj · Velikieje Loeki